# Delta Cryogenic Second Stage

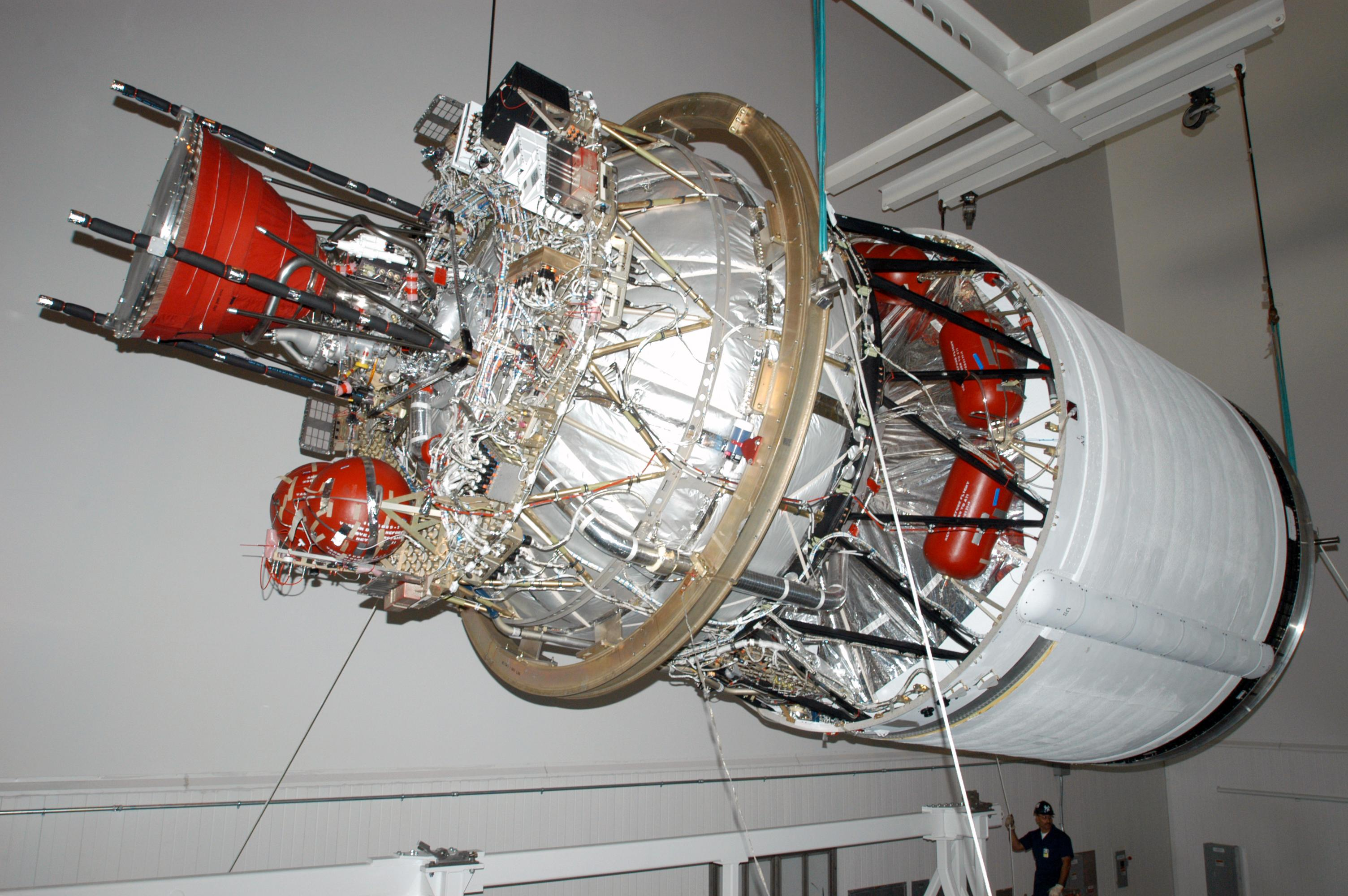
Um DCSS de 4 metros usado num Delta IV Medium

O Delta Cryogenic Second Stage (DCSS), é um estágio de foguete, movido a combustíveis líquidos criogênicos, no caso, LH2 e LOX, usado no foguete Delta IV, como parte de um sistema de foguete modular. O DCSS, é usado nos foguetes Delta III e Delta IV, e também está planejado que seja usado no futuro Space Launch System. O Delta Cryogenic Second Stage, tem três variantes: duas com 4 m de diâmetro, sendo uma com 8,8 m de altura e outra com 12,2 m, a terceira, tem 5 m de diâmetro e 13,7 m de altura. Todas essas variantes, são alimentadas por um motor RL-10B2, fabricado pela Pratt & Whitney.

## Delta III
O DCSS voou pela primeira vez em 3 Delta IIIs e falhou 2 de 2 vezes. O Foguete reforçador falhou no terceiro voo, causando a perda do DCSS antes das ignições.

## ICPS
O Interim Cryogenic Propulsion Stage (ICPS; em português: Estágio Provisório de Propulsão Criogênica), um DCSS de 5 metros modificado, voará como o estágio superior do Sistema de Lançamento Espacial do Bloco 1 da NASA.